# Vivi, ama e impara
Vivi, ama e impara (Live, Love and Learn) è un film statunitense del 1937 diretto da George Fitzmaurice.